# أشكال الدول
تُعتبر الدولة الأساس الذي يقوم عليه النظام السياسي لأي بلد ولابد لقيام الدولة من الاعتراف بالشخصية القانونية التي يترتب على ثبوتها أن تكون الدولة أهلاً لاكتساب الحقوق ولتحمل الالتزامات، وهذه الشخصية القانونية تستقل عن مجموعة الأفراد المكونين لها، كما تستقل عن أشخاص الحكام الذين يزاولون مهام السلطة فيها كما يترتب على الاعتراف للدولة بالشخصية القانونية أن لا يترتب على تغيير شكل الدولة أو نظام الحكم فيها، أو تغيير أشخاص الحكام تعطيل نفاذ القوانين التي أصدرتها الدولة قبل التغيير، كما لا يترتب على ذلك المساس بالمعاهدات والاتفاقيات والالتزامات التي ارتبطت بها الدولة، ولا يمكن المساس بحقوقها تجاه الدول الأخرى.
الدولة: هي مجموعة من الأفراد يمارسون نشاطهم على إقليم جغرافي محدد ويخضعون لتنظيم سياسي معين، وهي شخص معنوي يرمز إلى شعب مستقر على إقليم معين حكاما ومحكومين بحيث يكون لهذا الشخص سلطة سياسية ذات سيادة، وللدولة ثلاث أركان وهي:
1. الشعب: هو مجموعة من الأفراد يعيشون معاً كمجتمع واحد على إقليم الدولة ويرتبطون بها برابطة قانونية سياسية (هي رابطة الجنسية) يترتب عليها خضوعهم لقوانينها مقابل تمتعهم بحمايتها، لا يؤثر في ركن الشعب أن يتكون من مجموعة من الأفراد يختلفون في الأصل أو الدين أو اللغة ما داموا يقيمون بشكل دائم ومستمر على إقليم الدولة ويرتبطون بها برابطة ولاء.
2. الإقليم: هو رقعة محددة من الأرض يقيم عليها شعب الدولة على وجه الدوام والاستقرار ويمارسون نشاطهم فوقها وعلى ذلك لا يمكن أن تتكون الدولة من القبائل الرحل المتنقلة لأن مثل هذه القبائل لا تقطن بصفة مستمرة ودائمة على رقعة جغرافية محددة.
3. السلطة السياسية: يلزم لقيام الدولة وجود سلطة عليا حاكمة يخضع لها الشعب وتمارس الهيئة الحاكمة سلطتها باسم الدولة، ولا يشترط أن تتخذ الهيئة الحاكمة شكلا سياسيا معينا كالملكيات أو الجمهوريات ما دامت هذه الهيئة الحاكمة تمارس سلطتها على الإقليم الذي تحكمه.

## أشكال الدول
يتساءل البعض عن القانون الذي ينظم شكل الدولة ألا هو القانون الدستوري ويعرف بمجموعة القواعد القانونية الأساسية التي تحدد شكل الدولة ونظام الحكم فيها والسلطات العامة فيها وتنظم العلاقات بينها وتبين كذلك الحقوق والحريات..
يقسم فقهاء القانون الدستوري الدول من حيث الشكل إلى: دول موحدة (أو بسيطة) ودول مركبة.. ويقوم هذا التقسيم على أساس التركيب السلطة السياسية للدول، وما إذا كانت السلطة موحدة أم أنها سلطات متعددة، فالدول الموحدة 
أو البسيطة تكون السلطة فيها موحدة مما يؤدي إلى وحدة القانون فيها لا إلى تعدده، أما الدول المركبة فتكون السلطة فيها مركبة، أي تتعدد السلطات فيها، وهذا يؤدي بالتالي إلى تعدد القانون لا إلى وحدته..
وسوف نتعرض لدراسة أشكال الدول، فنبدأ بدراسة الدول الموحدة أو البسيطة، ثم نتعرض بعد ذلك لدراسة الدول المركبة، وأخيراً نبين الشكل الاتحادي لدولة الإمارات العربية المتحدة.

## الدولة البسيطة (أو الموحدة)
تعني الدولة البسيطة أو الموحدة: الدولة التي تكون السيادة فيها موحدة، فتظهر الدولة كوحدة واحدة، وتكون السلطة فيها واحدة، ويكون شعبها وحدة بشرية متجانسة، و إقليم موحد.. ولا يؤثر في اعتبار الدولة البسيطة اتساع رقعة اقليمها، 
أو اتصال وانفصال أراضي اقليمها، كما لا يؤثر في اعتبار الدولة بسيطة أو موحدة شكل نظام الحكم فيها ملكياً كان 
أو جمهورياً، فالدولة الموحدة قد تكون ملكية كالأردن و المملكة المغربية، ويمكن أن تكون جمهورية كمصر ولبنان. ومن أمثلة الدول الموحدة معظم دول العالم: كفرنسا، وبلجيكا، وجمهورية مصر العربية، والأردن، والعراق، ولبنان، وغالبية الدول العربية.
ومن أهم مظاهر الدولة البسيطة أو الموحدة ما يلي:
1. وحدة سلطات الدولة: تتميز الدولة البسيطة أو الموحدة بالبساطة في تركيب السلطة السياسية فيها ومن هنا سميت بالدولة البسيطة تمييزاً لها عن الدولة المركبة أو المعقدة التركيب. وتمثل وحدة السلطة السياسية في وحدة سلطات الدولة الثلاث: السلطة التشريعية، والسلطة التنفيذية، والسلطة القضائية، التي تمارس اختصاصاتها وفقاً لأحكام الدستور فيها.. فالسلطة التشريعية موحدة وتتولى سن القوانين التي يخضع لها جميع أفراد الدولة للفصل في منازعتهم..
2. وحدة الدستور والتشريعات: فالدولة البسيطة أو الموحدة تخضع لدستور واحد يسري على أجزاء الدولة، ويحدد السلطات العامة الثلاث واختصاصاتها وعلاقاتها ببعض.. كما تخضع لتشريعات واحدة تخاطب جميع مواطني الدولة المقيمين على اقليمها..
3. وحدة الإقليم ووحدة الجنسية، فإقليم الدولة البسيطة أو الموحدة يخضع في جميع أجزائه: الأرضية، والمائية، والجوية لسيادة الدولة.. كما أن جنسية مواطني الدولة البسيطة أو الموحدة جنسية واحدة يخضع لها جميع المواطنين المقيمين على إقليم الدولة ويتم اكتساب هذه الجنسية وفق معايير موحدة.
4. وحدة السلطة الحكومية: من مظاهر الدولة البسيطة أو الموحدة وحدة السلطة الحكومية.. ولا يؤثر في وحدة السلطة الحكومية كون الدولة تختار في توزيعها لاختصاصات بين نظام المركزية الإدارية أو اللامركزية الإدارية.. فالمركزية واللامركزية الإدارية يتعلقان بكيفية توزيع الوظائف الإدارية في الدولة ولا يتعلقان بنظام الحكم السياسي في الدولة أو بمباشرة الوظيفة السياسية، وهما بالتالي لا يمسان وحدة الدولة السياسية التي تعتبر السمة الأساسية للدولة البسيطة أو الموحدة، حيث يبقى هناك دستور واحد وتشريعات واحدة وسلطة حكومية واحدة، وسلطات عامة واحدة: تشريعية كانت أم تنفيذية أم قضائية[3]..

## الدول المركبة (أو الاتحادية)
يقصد بالدول المركبة: اتحاد دولتين أو أكثر بحيث تخضع لسلطة سياسية مشتركة.. وتتخذ الدول المركبة أشكالاً متعددة تختلف من حيث الضعف أو القوة تبعاً لنوع الاتحاد بين الدول الداخلة فيه، فقد يتخذ الاتحاد شكل الاتحاد الشخصي الذي يعتبر أضعف الاتحادات، يليه الاتحاد التعاهدي، ثم الاتحاد الفعلي أو الحقيقي، وأخيراً الاتحاد المركزي حيث تتحول الدول أو الأقاليم أو الإمارات الداخلة فيه إلى دولة اتحادية أو مركزية.. وإذا كانت الدول الداخلة في كل من الاتحاد الفعلي 
أو الاتحاد التعاهدي تحتفظ بشخصيتها الدولية، فان هذه الدول تفقد شخصيتها الدولية في الاتحاد المركزي أو الدولة الاتحادية.

### أولاً - الاتحاد الشخصي
يقوم الاتحاد الشخصي على اتحاد دولتين أو أكثر بحيث تخضع الدول الداخلة في الاتحاد لحكم شخص واحد سواء كان ملكاً أو رئيساً للجمهورية مع احتفاظ كل من الدول الداخلة في الاتحاد باستقلالها الخارجي وشخصيتها الدولية، ويكون لكل منها استقلالها الداخلي ونظام حكمها ودستورها الخاص وسلطاتها العامة المستقلة من تشريعية وتنفيذية وقضائية..
ومن أهم الآثار التي تترتب على قيام الاتحاد الشخصي:
- خضوع الاتحاد لرئاسة شخص واحد: فالمظهر الوحيد المميز للاتحاد الشخصي هو وحدة رئيس الدولة، وهذا يجعل منه اتحادً موقوتاً، إذ يزول الاتحاد بمجرد اختلاف شخص رئيس الدولة.. وفي هذه الحالة يمارس رئيس الاتحاد الشخصي سلطاته لا بصفته رئيساً للاتحاد وانما يمارسها بصفته رئيساً لإحدى الدول الداخلة في الاتحاد، ويمارسها تارة أخرى بصفته رئيساً لدولة أخرى في الاتحاد، فهي شخصية لها دور مزدوج أو متعدد بتعدد الدول الداخلة في الاتحاد.
- لا يتولد عن الاتحاد الشخصي نشأة دولة جديدة: حيث تستقل كل دولة من الدول الداخلة في الاتحاد الشخصي بسياستها الخارجية، أي يكون لها سياستها الخارجية الخاصة بها، وتمثيلها الدبلوماسي الخاص ومعاهداتها الخاصة، كما تستقل كل دولة بمسؤوليتها الدولية عن تصرفاتها القانونية.
- احتفاظ الدول الداخلة في الاتحاد الشخصي باستقلالها الداخلي، فيكون لها دستورها الخاص، ونظامها السياسي، وسلطاتها العامة المستقلة من تشريعية وتنفيذية وقضائية.. كما يبقى رعاياها محتفظين بجنسيتهم المستقلة، ويعد رعايا كل دولة داخلة في الاتحاد أجانب بالنسبة للدول الأخرى المكونة للاتحاد.. وقد وردت إشارات في بعض الدساتير العربية على الاتحاد الشخصي، من أمثلها: ما تضمنه الدستور المصري لعام 1923 الذي يفيد إمكانية قيام الاتحاد الشخصي بين مصر وغيرها من الدول، وهو نص المادة (47) التي كانت تقضي بأنه: “لا يجوز للملك أن يتولى مع ملك مصر، أمور دولة أخرى بغير رضاء البرلمان”.. وما نص عليه القانون الأساسي للعراق الصادر عام 1925 في المادة (24) منه على أنه: «لا يحق للملك أن يتولى عرشاً خارج العراق ...».[4]

### ثانياً - الاتحاد التعاهدي
ينشأ الاتحاد التعاهدي نتيجة معاهدة تبرم بين دول كاملة السيادة وتتفق فيما بينها على تنظيم علاقاتها الاقتصادية والثقافية والعسكرية وغير ذلك من العلاقات التي تربطها ببعضها البعض، والاتفاقية التعاهدية أو ما يسمى بصكّ الاتحاد لا توجد دولة جديدة وإنّمــا تنشئ علاقة اتحادية بين مجموعة من الدول نحتفظ بموجبها كل دولة بسيادتها واستقلالها وحاكمها وحكومتها وبنظامها السياسي وتمتلك حـــقّ الانسحاب من الاتحاد، ويوجد بموجب معاهدة التحالف أو صكّ الاتحاد مؤتمر أو جمعية عمومية لرعاية وتنظيم شؤون الاتحاد تتألف من مندوبين عن حكومات الدول الأعضاء الذين يمثلون دولهم في اجتماعات الجمعية، وينتهي الاتحاد التعاهدي إمّــا بانفصال الدول الأعضاء وانحلال الاتحاد، أو زيادة تماسكها وترابطها ودخولها في اتحاد فدرالي عوضاً عن الاتحاد الكونفدرالي، ومثالاً على ذلك: (مجلس تعاون دول الخليج).

### ثالثاً - الاتحاد الفعلي (أو الحقيقي)
يتكون الاتحاد الفعلي (أو الحقيقي) من اتحاد دولتين أو أكثر في اتحاد دائم أو مؤقت مع خضوع جميع الدول الداخلة في الاتحاد لرئيس دولة الاتحاد، حيث لم تعد الشخصية الدولية للدول الأعضاء في الاتحاد قائمة وإنما تتبلور في شخصية قانونية جديدة هي دولة الاتحاد التي تباشر وحدها مظاهر السيادة الخارجية..
ويترتب على قيام الاتحاد الفعلي فقدان الدول الداخلة فيه شخصيتها الدولية – بخلاف الاتحاد الشخصي – وتصبح هذه الدول دويلات أو ولايات أو أقاليم، وتنشأ شخصية دولية جديدة هي شخصية دولة الاتحاد المركزية التي تتمتع وحدها بكافة مظاهر السيادة الخارجية: كالتمثيل الدبلوماسي، وابرام المعاهدات والاتفاقيات الدولية، وإعلان الحرب بين الاتحاد وأي دولة أجنبية.. في حين تعتبر الحرب التي تقوم بين أعضاء الاتحاد حرباً أهلية لا حرباً دولية..

### رابعاً - الاتحاد المركزي (أو الدولة الاتحادية): وأيضاً يسمى الاتحاد الفدرالي[6]
يقصد بالاتحاد المركزي (الفدرالي): اندماج عدة دول في دولة واحدة بحيث تفقد الدول الأعضاء شخصيتها الدولية، وتصبح هذه الدول بعد قيام الاتحاد دويلات أو ولايات أو إمارات، وتنشأ شخصية دولية جديدة هي شخصية دولة التحاد المركزي التي تتولى جميع الاختصاصات الخارجية باسم جميع الأعضاء في الاتحاد، كما تتولى جانبا من الشؤون الداخلية لدويلات 
أو ولايات أو إمارات الاتحاد..
وينشأ الاتحاد المركزي نتيجة تقارب الشعوب من الناحية التاريخية والحضارية والثقافية، أو الشعور بالحاجة للاتحاد، ويستند هذا الاتحاد إلى دستور اتحادي وليس إلى معاهدة دولية.
من أهم مظاهر الدولة الاتحادية
أ – في المجال الخارجي:
تبدو مظاهر الدولة الاتحادية في المجال الخارجي من خلال تمتع الاتحاد بشخصية دولية واحدة هي التي تقرر لدولة الاتحاد.. ذلك أن القانون الدولي لا يعرف في تعامله إلا دولة الاتحاد وسلطاتها، فهي وحدها التي لها الشخصية الدولية دون الدويلات أو الولايات أو الإمارات المكونة لها.. ويترتب على ذلك ما يلي:
- يكون للدولة الاتحادية وحدها الانفراد بممارسة السيادة في المحيط الدولي كإعلان الحرب، ومباشرة التمثيل الدبلوماسي، وابرام المعاهدات، وتحمل المسؤولية الدولية عن نتائج أفعال سلطتها وهيئاتها الاتحادية والمحلية على السواء..
- ان اقليم الدولة الاتحادية يتكون من مجموعة أقاليم الولايا أو الإمارات الأعضاء المكونة للاتحاد.. فالسلطة الاتحادية تمارس اختصاصاتها مباشرة على أقاليم الولايات أو الإمارات الأعضاء، فتقوم بتنفيذ قوانينها وقراراتها بصورة مباشرة دون حاجة لتوسط سلطات الولايات أو الإمارات، وبدون النظر للحدود الجغرافية لأقاليمها، وهكذا تقوم الدولة الاتحادية على اقليم موحد يمثل الكيان الجغرافي للدولة الاتحادية في مواجهة العالم الخارجي.
- ان جنسية الدولة الاتحادية هي جنسية واحدة (الجنسية الاتحادية) وهي تعبير عن وجود شعب واحد في هذه الدولة وهو الشعب الاتحادي.. وتختلف الجنسية الاتحادية عن الرابطة التي تربط الفرد بالولاية أو الإمارة أو ما يسمى بالتابعية المحلية أو المواطنة التي تمثل انتماء سكان الولايات أو الإمارات إلى دويلاتهم أو اماراتهم، وذلك على عكس الأمر في الاتحادات التعاهدية حيث تتعدد الجنسيات بتعدد الدول الأعضاء..

ب – في المجال الداخلي
ان الدويلات أو الولايات أو الإمارات الأعضاء في الدولة الاتحادية لا يكون لها الشخصية القانونية الدولية، إلا أنها بالمقابل لا تفقد جميع أو كل مظاهر السيادة الداخلية وإنما تتمتع ببعضها ويتمتع ببعضها الآخر الدولة الاتحادية.. وتبدو مظاهر الوحدة في الدولة الاتحادية في المجال الداخلي من خلال ما يلي:
- الدستور الاتحادي: فالدستور الاتحادي في الدولة الاتحادية هو القاعدة القانونية العليا والأساس القانوني الذي تقوم عليه الدولة الاتحادية.. ومن هنا يحظى الدستور الاتحادي بأهمية سياسية وأخرى قانونية في دراسة الدولة الاتحادية، وتتمثل الأهمية السياسية في أن الولايات أو الإمارات لن تقدم على الانضمام إلى دولة الاتحاد ما لم تكن متيقنة أن الدستور الاتحادي سيضمن لها مصالحها الذاتية.. وتبدو الأهمية القانونية للدستور الاتحادي في أنه الأساس القانوني للدولة الاتحادية ككل..
- توزيع الاختصاصات بين الحكومة الاتحادية والولايات أو الإمارات الأعضاء: حيث يعتبر مثل هذا التوزيع للاختصاصات من الخصائص المميزة للدولة الاتحادية، إذ لا يمكن القول بوجود هذه الدولة إذا كان أحد الطرفين ينفرد بمباشرة جميع الاختصاصات.

فالإتحاد الكونفدرالي. هو اتحاد بين حكومات دول مستقلة وليس إتحادا حقيقيا بين شعوب تلك الدول حيث تظل الدولة العضو محتفظة بكامل سيادتها وإستقلالها وحقها في إتخاذ ما تراه من سياسات لخدمة مصالحها، ومن أهم ما يترتب على قيام الاتحاد الكونفدرالي بالنسبة للهيئة المشتركة هو ما يلي:
1-يقوم الاتحاد على أساس معاهدة دولية وذلك لتحقيق أهداف معينة بأساليب معينة بين دولتين مستقلتين أو أكثر ويمثل الاتحاد، وإن كانت هناك إمكانية انسحاب أي عضو بشروط معينة.
2-ينشأ هيئة مشتركة ذات كيان مستقل مهمتها خدمة أهداف التكتل ولا تملك هذه الهيئة حق تمثيل الدول الأعضاء فيها إلا في أضيق الحدود، وبموجب إجراءات قد تحدد في كل حالة على حدة، وليس لهذه الهيئة شخصية دولية مستقلة بمنأى عن الدول الأعضاء.
3-ليس للهيئة المشتركة سلطة مباشرة أو تنفيذية على حكومات ورعايا الدول الأعضاء، ويحتفظ رعايا الدول الأعضاء بجنسياتهم.
4-غالبا ما تخضع القرارات التي تصدرها لمبدأ الإجماع، أي ضرورة التصويت على قراراتها الهيئة المشتركة بإجماع الدول الأعضاء حتى يمكن أن تصبح تلك القرارات نافذة أو قابلة للتنفيذ .

## الشكل الاتحادي لدولة الإمارات العربية المتحدة[9]
تنشأ الدولة الاتحادية إما نتيجة تحول دولة بسيطة إلى دولة اتحادية، أو اتفاق عدة دول على تكوين دولة اتحادية فيما بينهم.
ويستفاد من أحكام الدستور الاتحادي لدولة الإمارات العربية المتحدة أنه أقام دولة جديدة هي دولة الإمارات العربية المتحدة التي تتكون من الإمارات السبع.. وهذا ما نصت عليه صراحة ديباجة الدستور التي قررت: «أن الدولة التي قامت بين الإمارات هي في صورة دولة اتحادية مستقلة ذات سيادة».. وكذلك ما نصت عليه المادة الأولى من الدستور بأن: «دولة الإمارات العربية المتحدة دولة اتحادية مستقلة ذات سيادة».. وهذا يؤكد أن شكل الاتحاد بين الإمارات هو اتحاد مركزي أو دولة اتحادية.
ومن أهم مظاهر الدولة الاتحادية في الدستور الاتحادي لدولة الإمارات العربية المتحدة:
1. وجود دستور مكتوب وجامد: دستور دولة الإمارات مكتوب ووضعت قواعده في وثيقة تحمل اسم الدستور المؤقت لدولة الإمارات العربية المتحدة حيث اقتضت ظروف نشأة الدولة أن يكون مؤقتا، تحول الدستور المؤقت إلى دستور دائم عام 1996 بموجب الأمر الصادر من رئيس الدولة يقضي بإلغاء كلمة مؤقت أينما وردت في الدستور. الدستور الاتحادي دستور جامد لأن صفة الجمود لابد من توافرها في كل دستور اتحادي، ويتبين ذلك من مقارنة تعديله بطريقة تعديل القوانين العادية في دولة الإمارات.
2. علــو دولة الاتحاد: تحتوي مظاهر علو دولة الاتحاد على مجالين مجال داخلي وآخر مجال خارجي، ومن أهم هذه المظاهر في المجالين ما يلي:

مظاهر علو دولة الاتحاد في المجال الداخلي: 
- وجود إقليم اتحادي
- وجود جنسية اتحادية
- وجود عاصمة واحدة لدولة الاتحاد
- وجود علم واحد

مظاهر علو دولة الاتحاد في المجال الخارجي: 
- إعلان الحرب
- ابرام المعاهدات والاتفاقيات الدولية
- التمثيل الدبلوماسي
- تحمل دولة الاتحاد وحدها المسؤولية الدولية عن الأفعال الناجمة عن سلطتها وهيئاتها المختلفة

توزيع الاختصاصات بين الحكومة الاتحادية والإمارات:
حدد الدستور الاتحادي لدولة الإمارات العربية المتحدة اختصاصات حكومة الاتحاد علي سبيل الحصر وما عدا ذلك يكون من اختصاص الإمارات، على الرغم من تعدد الاختصاصات التي تنفرد بممارستها الحكومة الاتحادية إلا أن الإمارات احتفظت بقسط وافر من الاستقلال في نطاق الحكم الداخلي، وحرص الدستور الاتحادي على تأكيد هذا الاستقلال حيث قرر ممارسة الأعضاء في الاتحاد السيادة على أراضيها ومياهها الإقليمية في جميع الشؤون التي لا يختص الاتحاد بها.